# Sennia Nanua
Sennia Nanua (Nottingham, Anglaterra, 2002) és una actriu britànica.
El 2015, va aparèixer al curtmetratge britànic Beverley, abans de debutar com a personatge homònim a la premiada al BAFTA The Girl with All the Gifts quan tenia 13 anys. Nanua va aparèixer a la pel·lícula de debut de direcció de Jessica Hynes The Fight, estrenat el 2019.

## Filmografia
| Any  | Títol                       | Paper         | Notes                   |
| ---- | --------------------------- | ------------- | ----------------------- |
| 2015 | Beverley                    | Jess          | Curt (com Sennia Nenua) |
| 2016 | The Girl with All the Gifts | Melanie       |                         |
| 2018 | The Fight                   | Emma Bell     |                         |
| 2018 | Casualty                    | Keely Arnolds | 1 episode               |
| 2019 | Frankie                     | Maya Andoh    |                         |
| 2022 | The Serpent Queen           | Rahima        |                         |

## Premis i nominacions
| Any  | Premis / Festival                                            | Categoria                                 | Treball nominat             | Resultat  | Ref.  |
| ---- | ------------------------------------------------------------ | ----------------------------------------- | --------------------------- | --------- | ----- |
| 2016 | XLIX Festival Internacional de Cinema Fantàstic de Catalunya | Millor actriu                             | The Girl with All the Gifts | Guanyador |       |
| 2016 | 19ns Premis British Independent Film                         | A la millor promesa                       | The Girl with All the Gifts | Nominat   | [ 5 ] |
| 2017 | 37ns London Film Critics Circle Awards                       | Jove intèrpret britànic/irlandès de l'any | The Girl with All the Gifts | Nominat   |       |
| 2017 | 22ns Premis Empire                                           | Millor dona debutant                      | The Girl with All the Gifts | Nominat   | [ 6 ] |